# محمد المعشری
محمد المعشری (عربی: محمد بن سالم المعشري؛ زاده ۴ دسامبر ۱۹۹۰) یک بازیکن فوتبال اهل عمان است.
وی همچنین در تیم ملی فوتبال عمان بازی کرده است.